# МКС-51
МКС-51 — пятьдесят первая долговременная экспедиция Международной космической станции (МКС). Начало экспедиции — 10 апреля 2017 года, 07:57 UTC. Это момент отстыковки от станции корабля «Союз МС-02». В состав экспедиции вошёл экипаж корабля «Союз МС-03» из 3 человек, ранее прибывших на станцию и работавших в предыдущей экспедиции МКС-50. Позже, 20 апреля 2017 года, 13:18 UTC экспедиция пополнилась сокращённым до двух человек экипажем космического корабля «Союз МС-04». С этого момента в экспедиции работало 5 человек. Завершилась экспедиция 2 июня 2017 года, 10:47 UTC, в момент отстыковки от станции корабля «Союз МС-03». В этот момент экипаж пилотируемого корабля миссии Союз МС-04 вместе с оставшейся на борту МКС Пегги Уитсон  начал работу экспедиции МКС-52.

## Экипаж
|               | Первая Часть (с 10 по 20 апреля 2017) | Вторая Часть (с 20 апреля 2017 по 2 июня 2017) | № полёта | Корабль доставки |
| ------------- | ------------------------------------- | ---------------------------------------------- | -------- | ---------------- |
| Командир      | Пегги Уитсон, НАСА                    | Пегги Уитсон, НАСА                             | 3        | Союз МС-03       |
| Бортинженер-1 | Олег Новицкий, Роскосмос              | Олег Новицкий, Роскосмос                       | 2        | Союз МС-03       |
| Бортинженер-2 | Тома Песке, ЕКА                       | Тома Песке, ЕКА                                | 1        | Союз МС-03       |
| Бортинженер-3 |                                       | Фёдор Юрчихин, Роскосмос                       | 5        | Союз МС-04       |
| Бортинженер-4 |                                       | Джек Фишер, НАСА                               | 1        | Союз МС-04       |

Начиная с экспедиции МКС-51, численность российского экипажа МКС сокращена с трёх до двух человек. Сокращение продлится до ввода в состав МКС российского лабораторного модуля Наука.

## Ход экспедиции

### Выходы в открытый космос
1. 12 мая 2017 года,  Пегги Уитсон и  Джек Фишер, из модуля Квест, длительность 4 часа 13 минут[3].
2. 23 мая 2017 года,  Пегги Уитсон и  Джек Фишер, из модуля Квест, длительность 2 часа 46 минут[4].

### Принятый грузовой корабль
- Cygnus CRS OA-7, запуск 18 апреля 2017 года, стыковка 22 апреля 2017 года.